# Рихолт, Ким
Ким Стивен Бардрум Рихолт (дат. Kim Steven Bardrum Ryholt; р. 19 июня 1970) — датский профессор египтологии в Копенгагенском университете, специалист по древнеегипетской истории и литературе; руководитель исследовательского центра литературы древних обществ «Canon and Identity Formation» под патронажем Копенгагенского университета (с 2008 года); куратор Собрания карлсбергских папирусов и проекта (с 1999 года).

## Биография
Обучался в Копенгагенском университете, Свободном университете Берлина, Вюрцбургском университете. С 1994 года работает в Копенгагенском университете.

## Исследования
Одна из его выдающихся работ — книга 1997 года «The Political Situation in Egypt during the Second Intermediate Period c. 1800—1550 B.C.» (Политическая обстановка в Египте во Второй переходный период, ок. 1800—1550 годы до н. э.). Влиятельный английский египтолог Эйдан Додсон назвал труд Рихолта «фундаментальным» для понимания Второго переходного периода, поскольку книга освещает политическую историю периода с современным прочтением, опубликованного Алланом Гардинером в 1959 году, Туринского царского папируса. Также в книге перечислены все известные памятники, надписи и печати фараонов периода.
Также Рихолт специализируется на демотических папирусах, литературе и написал ряд книг и статей по этим темам. В 2011 году он установил личность правителя и мыслителя Нехепсоса. С 2013 года учёный возглавляет проект, посвящённый чернилам, как технологии.

### Второй переходный период
Исследование Рихолта обращается к многочисленным недавним археологическим находкам, включая обнаружение в 1990-е годы на дверном косяке в Гебель-Антеф имени гиксоского правителя Сакир-Хара. Это говорит, что Сехемра Шебтауи Собекемсаф (Собекемсаф II) был отцом Иниотефа Вапмаата и Иниотефа VII из XVII династии. Также Рихолт дискутирует о Стеле бури Яхмоса I.
Рихолт полагает, что XVII династия состояла из плохо засвидетельствованных правителей из Фив Небереау I, Небереау II, Бебанх, Сехемрашедуасет, имена которых сохранились на последней уцелевшей странице Туринского царского списка, а не из вассальных гиксосов-царьков в Нижнем Египте, как считалось прежде.
Среди наиболее значимых дискуссий Рихолта — это утверждение, что первым фараоном XIII династии был не Угаф, а Себекхотеп II и версия о иноземном происхождении семитского правителя XIII династии Хенджера. Правление последнего длилось не менее 4 лет и 3 месяцев, согласно пометкам рабочих в его пирамидальном комплексе.
Наиболее спорна его теория о личностях и датировке XIV династии. Как и Манфрид Битек (Manfred Bietak) Рихолт утверждает, что она предшествовала XV династии, но существовала параллельно XIII династии с момента основания последней около 1800 года до н. э. до её краха в 1650/1648 году до н. э. Это оспаривается в рецензии на книгу Дафной Бен-Тор и Джеймсом и Сьюзен Алленами. Утверждение Рихолта, что правители Шеши, Яхотепра, Якбму также принадлежат XIV династии противоречит исследованию Бен-Тор, которая считает их относящимися к первой половине гиксосской XV династии и совершенно не связанными с XIII династией. Они, более вероятно, были гиксосскими вассальными царьками в Дельте. Поэтому не все выводы Рихольта приняты египтологами. Рихолт, на основе археологического месторождения в Уронарти, где был найден оттиск печати Шеши вместе с оттисками двух ранних египетских правителей XIII династии, предполагает, что один из наиболее задокументированных фараонов XIV династии Шеши был современником ранней XIII династии. Однако, Бен-Тор полагает, что содержание печати Шеши не надёжный источник и мог быть оттиском периода Нового царства. По утверждению Бен-Тор, Рейснер датирует две подобные печатки среди печатей Уронарти XVIII династией. Такое обстоятельство может объяснить наличие печатей периода XVIII династии в массе печатей позднего Среднего царства. Это, по утверждению Бен-Тор, подтверждено Ивонн Маркович и Рейснером. По этой причине содержание печатей Уронарти по типу, характерному для Нового царства, не может доказывать отношение Шеши к ранней XIII династии. Бен-Тор указывает, что использование печатей-скарабеев Второго переходного периода во время XVIII династии замечено в Тель-эль-Даб’а, где значительное число подобных примеров недавно обнаружено археологами среди артефактов, датируемых правлением Тутмоса III.

### Туринский царский список
Рихолт детально изучал Туринский царский список, ознакомившись с ним дважды в оригинале. Он опубликовал новое, современное исследование этого повреждённого папируса в вышеупомянутой книге 1997 года и статью «The Late Old Kingdom in the Turin King-list and the Identity of Nitocris» (Позднее Древнее царство в Туринском царском списке и личность Нитокрис) в немецком выпуске ZAS.

## Выборка работ
- The Political Situation in Egypt during the Second Intermediate Period, c. 1800-1550 B.C.. — Copenhagen: Carsten Niebuhr Institute Publications, 1997. — ISBN 87-7289-421-0.
- The Story of Petese son of Petetum, and Seventy Other Good and Bad Stories. — Copenhagen: Carsten Niebuhr Institute Publications, 1999. — Т. 23. — ISBN 87-7289-527-6.
- The Petese Stories II. — Copenhagen: Carsten Niebuhr Institute Publications, 2005. — Т. 29. — ISBN 87-635-0404-9.
- Narrative Literature from the Tebtunis Temple Library. — Copenhagen: Carsten Niebuhr Institute Publications, 2012. — Т. 35. — ISBN 978-87-635-0780-6.
- (with T. Christiansen). Catalogue of Egyptian Funerary Papyri in Danish Collections. — Copenhagen: Carsten Niebuhr Institute Publications, 2016. — ISBN 978-87-635-4374-3.
- (with F. Hagen). The Antiquities Trade in Egypt, 1880s-1930s: The H.O. Lange Papers. — Copenhagen, 2016. — ISBN 978-87-7304-400-1.